# Rebelde Way
Rebelde Way es una telenovela juvenil argentina. Comenzó a emitirse el 27 de mayo de 2002 en Azul TV, que el 20 de agosto de ese mismo año fue renombrado como Canal 9; permaneció en dicho canal hasta que el 28 de julio de 2003, se trasladó al canal América TV, donde el 18 de diciembre de dicho año se emitió el último capítulo. Estuvo protagonizada por Camila Bordonaba, Luisana Lopilato, Benjamín Rojas, Felipe Colombo; sus protagonistas adultos fueron Catherine Fulop y Martín Seefeld, junto con Miguel Ángel Cherutti, Susana Ortiz y Fernán Mirás. Contó con las participaciones antagónicas de Boy Olmi, Inés Palombo, Gimena Accardi, Mariano Bertolini, Sabrina Garciarena y Adriana Salonia. También contó con la participación estelar de la primera actriz Hilda Bernard.
Rebelde Way se convirtió en la segunda producción más exitosa en la historia de la productora Cris Morena, y es una de las más vistas y famosas dado a su impacto en la cultura popular que sigue vigente hasta la actualidad. El programa fue producido por la empresa Cris Morena Group, en asociación con Dori Media Group. Luego de su estreno en Argentina, fue distribuida globalmente a más de 35 países de América Latina, Europa y Asia y traducida a más de 10 idiomas, alcanzando un gran éxito.Tiene un total de 318 capítulos divididos en 139 en la primera temporada y 179 en la segunda temporada. La serie llegó a su fin en diciembre de 2003, con un enorme éxito. 
Su popularidad dio lugar al surgimiento del grupo Erreway, conformado por los protagonistas Camila Bordonaba, Luisana Lopilato, Felipe Colombo y Benjamín Rojas. La banda obtuvo una óptima repercusión internacional gracias a la buena acogida del programa televisivo en todos los países donde fue exhibido, consiguiendo diversas giras de conciertos entre 2002 y 2007 por Argentina, Paraguay, Uruguay, Perú, Ecuador, Bolivia, República Dominicana, Estados Unidos, Israel, España, entre otros.
En 2019 la plataforma de streaming Netflix compró los derechos de Rebelde Way para todo el mundo, y tuvo más de 60 millones de visitas y entró al "Top 10" como una de las series más vistas en varios países de Latinoamérica, Europa y Asia
En 2024 Billboard sacó una lista de las "100 mejores canciones de telenovelas" y Rebelde Way se posicionó en el puesto número #55, por su impacto y relevancia en la cultura de las telenovelas de Latinoamérica.

## Sinopsis

### Temporada 1 (2002)
El Elite Way School, es un distinguido colegio internado secundario de Buenos Aires, de prestigio internacional. Por ese motivo es que su reglamento es muy exigente. En las mañanas de lunes a viernes los alumnos toman clases, y por las tardes se dedican a los talleres de perfeccionamiento, deportes y a la agitada vida social, propia de los adolescentes. Los alumnos son en su mayoría hijos de las familias más ricas del país, mientras que los otros son becados, razón por la cual son discriminados por los estudiantes más acomodados y en consecuencia, los pone en la mira de "La logia", una oscura organización clandestina encargada de complicarle la vida a los becados que se atrevan a desafiar las costumbres y las reglas del Elite Way School. Los estudiantes saben que "La logia" existe pero la mayoría de los adultos considera que no es más que un mito.
A pesar de las diferencias y peleas que existen entre Marizza Pía Spirito  (Camila Bordonaba), Mía Colucci (Luisana Lopilato), Manuel Aguirre (Felipe Colombo) y Pablo Bustamante (Benjamín Rojas), estos forman un grupo musical a escondidas de sus padres y profesores, dado que lo único que tienen en común es el amor por la música. Con ella, los cuatro logran sentirse libres en medio de un ambiente en el que abunda el miedo, la hipocresía, el materialismo, las limitaciones, las ausencias y la disfuncionalidad, tanto de sus familias como del propio Elite Way. 
Ellos contarán con sus compañeros de tercer año, conformado por Nicolás Provenza (Guillermo Santa Cruz), Tomás Ezcurra (Jorge "Coco" Maggio), Luna Fernández (Georgina Mollo), Guido Lassen (Diego Mesaglio), Victoria Paz (Victoria Maurette), Felicitas Mitre (Ángeles Balbiani), Luján Linares (Jazmín Beccar Varela), Marcos Soria Aguilar (Diego García), Pilar Dunoff (Micaela Vázquez), Belén Menéndez Pacheco (Belén Scalella), Lucía (Lucía Chouhy), Fernanda Peralta Ramos (María Fernanda Neil), Federico (Federico Wynen), Diego Urcola (Diego Child) y Sebastián Ibarra (Santiago Vega Olmos), quienes se verán envueltos en reclamos ante las injusticias que viven, y con el apoyo del profesor Santiago Mansilla (Fernán Miras) lograrán resolver las diversas situaciones que se encuentren.

### Temporada 2 (2003)
Los alumnos de tercer año ya están en cuarto. Nuevos alumnos se incorporan a la Elite Way Schools. Ellos son: Laura (Muni Seligmann), Dolores (Lis Moreno), Sol (Inés Palombo), Francisco (Francisco Bass) y Rocco (Piru Sáez). Entre los profesores, Carmen Menéndez, profesora de literatura y antigua alumna del colegio Elite Way, donde siempre se sintió discriminada por su falta de belleza. Marizza, por su parte, logra canalizar su rebeldía en una tarea solidaria, gracias a la aparición de Martín Andrade (Miguel Cherutti), un nuevo profesor que le hace creer en sí misma. La banda, aún unida, no se conforma con cantar a escondidas. El sentimiento de que el grupo exista y prospere es tan fuerte que luchan por ello con la máxima motivación. Pronto se dan cuenta de que el «exterior» no es el enemigo más fuerte, lo que amenaza la unión del grupo son ellos mismos. En medio de esta realidad, estos jóvenes deben afrontar y sobrevivir a la batalla más difícil: la de forjar su destino y alcanzar sus sueños sin dejar de ser ellos mismos.

## Elenco

### Elenco y personajes
| Mia Colucci Cáceres              | Luisana Lopilato            | Alumna                                                      | Protagonista | Protagonista |
| Pablo Bustamante                 | Benjamín Rojas              | Alumno                                                      | Protagonista | Protagonista |
| Marizza Pía Andrade/Spirito      | Camila Bordonaba            | Alumna                                                      | Protagonista | Protagonista |
| Manuel Aguirre                   | Felipe Colombo              | Alumno                                                      | Protagonista | Protagonista |
| Sonia Rey                        | Catherine Fulop             | Madre de Marizza                                            | Principal    | Principal    |
| Santiago Mansilla                | Fernán Miras                | Profesor de ética                                           | Principal    |              |
| Marcel Dunoff                    | Arturo Bonín                | Director/Padre de Pilar                                     | Principal    | Principal    |
| Franco Colucci                   | Martín Seefeld              | Padre de Mia                                                | Principal    | Principal    |
| Sergio Bustamante                | Boy Olmi                    | Padre de Pablo                                              | Antagonista  | Antagonista  |
| Ayerza                           | Irene Almus                 | Profesora                                                   | Recurrente   |              |
| Mora Ortiz                       | Paula Pourtale              | Madre de Pablo                                              | Principal    |              |
| Cosme Lassen                     | Héctor Malamud              | Padre de Guido                                              | Principal    | Recurrente   |
| Carlos Velásquez                 | Marcelo Melingo             | Profesor de Economía                                        | Recurrente   |              |
| Gloria                           | María Roji                  | Secretaria                                                  | Principal    | Principal    |
| Sandra Fernández                 | Susana Ortiz                | Tía de Luna                                                 | Principal    |              |
| Hilda Acosta                     | Hilda Bernard               | Profesora                                                   | Principal    | Principal    |
| Luna Fernández                   | Georgina Mollo              | Alumna                                                      | Principal    |              |
| Guido "Café" Lassen              | Diego Mesaglio              | Alumno                                                      | Principal    | Principal    |
| Victoria "Vico" Paz              | Victoria Maurette           | Alumna                                                      | Principal    | Principal    |
| Felicitas "Feli" Mitre           | Ángeles Balbiani            | Alumna                                                      | Principal    | Principal    |
| Luján Linares/ Lujan Colucci Rey | Jazmín Beccar Varela        | Alumna                                                      | Principal    | Principal    |
| Marcos Soria Aguilar             | Diego García                | Alumno                                                      | Principal    | Principal    |
| Nicolás "Nico" Provenza          | Guillermo Santa Cruz        | Alumno                                                      | Principal    |              |
| Tomás Ezcurra                    | Jorge Maggio                | Alumno                                                      | Principal    | Principal    |
| Pilar Dunoff                     | Micaela Vázquez             | Alumna                                                      | Principal    | Principal    |
| Renata Miguenz                   | Malena Solda                | Profesora                                                   | Principal    |              |
| Ricardo Fara Jr./Blas Heredia    | Pablo Heredia               | Preceptor                                                   | Principal    | Principal    |
| Andrés                           | Fabián Mazzei               | Amigo de Franco                                             |              | Principal    |
| Mónica "Michi" Talamonti         | Mirta Wons                  | Secretaria                                                  |              | Principal    |
| Martín / Octavio Andrade         | Miguel Ángel Cherutti       | Padre de Marizza                                            |              | Principal    |
| Marina Cáceres                   | Patricia Viggiano           | Madre de Mía                                                |              | Principal    |
| Elenco Principal                 |                             |                                                             |              |              |
| Belén Menéndez Pacheco           | Belén Scalella              | Alumna                                                      | Principal    | Principal    |
| Lucía "Luli"                     | Lucía Chouhy                | Alumna                                                      | Principal    |              |
| Fernanda Peralta Ramos           | María Fernanda Neil         | Alumna                                                      | Principal    | Principal    |
| Federico "Fede"                  | Federico Wynen              | Alumno                                                      | Principal    |              |
| Sebastián "Sebas" Ibarra         | Santiago Vega Olmos         | Alumno                                                      | Principal    |              |
| Diego Urcola                     | Diego Child                 | Alumno                                                      | Principal    | Principal    |
| Joaquín Arias Parrondo           | Gastón Grande               | Alumno                                                      | Principal    |              |
| Peter                            | Horacio Diana               | Chofer de Franco                                            | Principal    |              |
| Pepa “Pepita”                    | Luciana Ramos               | Asistente de Sonia                                          | Principal    |              |
| Nacho                            | Agustín Sierra              | Niño a cargo de Marizza/Pepa                                | Principal    |              |
| Florencia "Flor" Fernández       | Nadia di Cello              | Hermana de Luna                                             | Principal    |              |
| Lulú                             | Carolina "Pampita" Ardohain | Profesora de Coreo                                          | Principal    |              |
| Claudia                          | Carolina Vespa              | Profesora y Madre de Pilar                                  | Principal    | Principal    |
| Ramona                           | Anahí Martella              | Madre de Guido                                              | Principal    | Principal    |
| Dolores Mitre                    | Coni Marino                 | Madre de Feli                                               | Principal    | Principal    |
| Ana “Anita” Provenza             | María Rosa Frega            | Madre de Nicolás                                            | Principal    |              |
| Ernesto Provenza                 | Fito Yanelli                | Padre de Nicolás                                            | Principal    |              |
| Mauricio Rossen                  | Rubén Green                 | Padre de Tatiana, Dueño del Boliche                         | Principal    |              |
| Mercedes Leguizamon              | Adriana Salonia             | Novia de Franco                                             | Antagonista  |              |
| Gustavo Aguilar                  | Aldo Pastur                 | Padre de Marcos                                             | Principal    | Principal    |
| Silvia                           | Claudia Cárpena             | Madre de Marcos                                             | Principal    | Principal    |
| Tatiana Rossen                   | Daniela Nirenberg           | Novia de Nicolás                                            | Principal    |              |
| Facundo Ferrara                  | Ignacio Borderes            | Amigo de Pablo, Novio de Marizza                            | Principal    |              |
| Preceptor                        | Luciano Urbani              | Segundo Preceptor del Elite Way School                      | Principal    |              |
| Matías                           | Rodrigo Guirao Díaz         | Primo de Tatiana                                            | Principal    |              |
| Luz Leguizamón                   | Sabrina Garciarena          | Hermana de Mercedes                                         | Antagonista  |              |
| Julieta                          | Gabriela Rogala             | Alumna de 5.º, Novia de Manuel                              | Principal    |              |
| Rodrigo Luques Alzaga            | Paul Buquet                 | Alumno, Jefe de la Logia                                    | Principal    |              |
| Cata                             | Catalina Olivieri           | Buffetera                                                   | Principal    |              |
| Paula                            | Agustina Dantiacq           | Ex amante de Sergio                                         | Principal    |              |
| Augusto Paz                      | Nicolás Roitberg            | Hermano de Vico                                             | Principal    |              |
| Simón                            | Esteban Pérez               | Fotógrafo y corredor de picadas                             | Principal    |              |
| Rocco Fuentes Echagüe            | Piru Sáez                   | Alumno                                                      |              | Principal    |
| Sol Rivarola                     | Inés Palombo                | Alumna                                                      |              | Antagonista  |
| Bianca Delight                   | Débora Cuenca               | Alumna de 2.º Año                                           |              | Principal    |
| Dolores "Lola" Arregui           | Lis Moreno                  | Alumna de 2.º Año, Hermana de Laura                         |              | Principal    |
| Laura Arregui                    | Mariana Seligmann           | Alumna                                                      |              | Principal    |
| Francisco Blanco                 | Francisco Bass              | Alumno                                                      |              | Principal    |
| Agustina Laumann                 | Paola Sallustro             | Alumna de 2.º Año                                           |              | Principal    |
| Dante                            | Elías Viñoles               | Alumno de 2.º Año                                           |              | Principal    |
| Javier Alanís                    | Mariano Bertolini           | Hermanastro de Pablo                                        |              | Antagonista  |
| Sabrina                          | Gimena Accardi              | Hija del Productor de Erreway                               |              | Antagonista  |
| Consuelo                         | Soledad Fandiño             | Secretaria de Pablo                                         |              | Principal    |
| Máximo Cambert                   | Nicolás Maiques             | Amigo de la familia Mitre                                   |              | Principal    |
| Ana                              | Ana Barata                  | Bufetera                                                    |              | Principal    |
| Mauro                            | Juan Ponce de León          | Hermano Adoptivo de Luján                                   |              | Principal    |
| Carmen Menéndez                  | Helena Jios                 | Profesora de lengua                                         |              | Principal    |
| Mariano Miranda                  | Christian Sancho            | Profesor de Matemáticas                                     |              | Principal    |
| Matías Miranda                   | Federico D'Elía             | Profesor de Arte                                            |              | Principal    |
| Elenco Recurrente e Invitado     |                             |                                                             |              |              |
| Helena                           | Mara Linares                | Madre de Tomás                                              | Recurrente   |              |
| Teresa Fernández                 | Mónica Santibañéz           | Madre de Luna                                               | Recurrente   |              |
| Ricardo Echamendi                | Gustavo Bonfigli            | Presidente de la Comisión de Dirección del Elite Way School | Recurrente   | Recurrente   |
| Hilario Pueyrredón               | Jorge Barreiro              | Ex-Profesor de música                                       | Recurrente   |              |
| Alicia                           | Viviana Sáez                | Primera Profesora de Coreo                                  | Recurrente   |              |
| Gilberto                         | Roberto Antier              | Profesor de Gimnasia                                        | Recurrente   |              |
| Fabrizio Spirito                 | Marcelo Alfaro              | Falso padre de Marizza                                      | Invitado     | Invitado     |
| Luca Colucci                     | Tommy Dunster               | Tío de Mía                                                  | Recurrente   |              |
| Doctor de Marcos                 | Jorge Sabate                |                                                             | Invitado     |              |
| Inés                             | Claudia Rucci               | Madre de Javier, Novia de Sergio                            |              | Recurrente   |
| Alfredo Rivarola                 | Alfredo Allende             | Padre de Sol                                                |              | Recurrente   |
| Esteban Fuentes-Echagüe          | Daniel Di Biase             | Padre de Rocco                                              |              | Recurrente   |
| Magdalena Fuentes Echagüe        | Valeria Lorca               | Madre de Rocco                                              |              | Recurrente   |
| Tato                             | Guido Massri                | Exnovio de Vico                                             |              | Recurrente   |
| Héctor Paz                       | Daniel De Vita              | Padre de Vico                                               | Invitado     | Recurrente   |
|                                  |                             |                                                             |              |              |

### Personajes
Personajes jóvenes
en orden alfabético
- María José Lauman - Temporada 2 - 14 años. Alumna nueva, amiga de Lola. Se enamora de Guido. Fue novia de Guido y Diego. Su padre vende coches alemanes.
- Annabele Agost - 14 años. Amiga de Luna. Se hace muy amiga de Bianca y Lola a partir de la segunda temporada.
- Belén Menéndez Pacheco - Temporada 2 - 15 años. Amiga de Fernanda que se une a Top Group para desbancar a Mia.
- Bianca - Temporada 2 - 14 años. Es alumna nueva, la mejor amiga de Lola. Siempre hace lo que dice. Se enamora perdidamente de Rocco.
- Diego Urcola - Temporada 2 - 16 años. Es alumno nuevo. Proviene de una buena familia y se enamora de Marizza.
- Felicitas Mitre - 16 años. Es una gran amiga de Mia. Sensible, soñadora y dulce. Se siente un poco excluida por su gordura, pero ve a Mia como una gran amiga. Se enamora perdidamente de Manuel y termina haciendo locuras por culpa del mexicano.
- Fernanda Peralta Ramos Byron - 16 años. Es compañera de piso de Marizza, Luna y Luján. Es una chica adinerada que, en la segunda temporada, se unió a la nobleza inglesa porque su madre se casó con un aristócrata. Salió con Tomás, Guido, Marcos y coqueteó con Manuel. Intenta imitar a las chicas populares en todo.
- Francisco "Fran" Blanco - Temporada 2 - Primo de Tomás. Es muy bueno en los deportes y le gusta Laura. Guapo, entrará al Camino Élite en cuarto año.
- Guido Lassen - 16 años. Es el chico rico más nuevo de la escuela. Sus padres, que eran pobres, lo inscribieron en la escuela más rica del país. A pesar de esto, se avergüenza de sus orígenes y termina uniéndose a "La Logia" por miedo a ser excluido. En la segunda temporada, vuelve a ser pobre.
- Javier Alanis - Temporada 2 - 16 años. Es un estudiante nuevo, medio hermano de Pablo. Intenta conquistar a Marizza.
- Joaquín Arias Parrondo - En la primera temporada, es el estudiante nuevo de Elite Way School. Más tarde se hizo amigo de otros estudiantes de la escuela y, al mismo tiempo, mantuvo una relación con Marizza y Mia. También salió con Pilar. Proviene de una familia adinerada y es bueno en los deportes, especialmente en ala delta. Sin embargo, muchos estudiantes lo odiaban debido a su arrogancia. También estuvo involucrado en un incidente de drogas y fue expulsado de Elite Way School. * Josivaldo García - 16 años. Amigo de Pablo. A partir de la segunda temporada, se hace más amigo de Javier.
- Laura Arregui - Temporada 2 - 16 años. Es una alumna nueva. Todos los profesores la adoran, se viste bien y es la mejor amiga de Marizza. Su hermana, Lola, la odia porque es demasiado "perfecta". Mantiene en secreto que su hermana es adoptada. Sus problemas solo empeoran cuando se enamora de Fran, el amor de su hermana.
- Lola Arregui - Temporada 2 - 14 años. Es una alumna nueva, la hermana menor de Laura. Sus padres quieren que sea como su hermana mayor, lo que la enfurece. Está enamorada de Fran y siempre piensa que él quiere algo con ella.
- Luján Linares - 16 años. Es amiga de Marizza y Luna. Destaca por su personalidad fuerte y directa. Huérfana, adoptada por un hombre rico, a quien no conoce. Se enamora por primera vez de Marcos.
- Luna Fernández - 14 años. Es amiga de Marizza y Mia. Es becaria y nueva en la escuela. Es una chica tranquila y muy buena; no le gustan las peleas, ni mucho menos la violencia. Tiene una hermana autista y, por eso, su madre no la trata bien ni la apoya mucho. Apoyada y querida por su tía Sandra, entrará a la escuela gracias a ella. Solo se queda en la primera temporada.
- Manuel Aguirre - 17 años. Es un "azteca mexicano", como a Mia le gusta llamarlo. Vino de México a Buenos Aires con un solo propósito: vengar la muerte de su padre con "un tal Colucci". Al llegar, se enamora de Mia. Ingresa a la escuela como becario. Se unirá a la banda Erreway. * Marcos Aguilar - 15 años. Es un chico "nerd", sufre de asma y cambia de apariencia al enamorarse de Luján. Su madre, que lo odia, lo culpa de la muerte de su hermano y termina en un hospital psiquiátrico. Mientras tanto, su padre lo anima en todo.
- Marizza (Spirito/Andrade) Rey - 15 años. Es hija de Sonia Rey, una famosa corista. Está en contra de la injusticia y lucha con cualquiera para defender a sus amigos. Odia a los engreídos que creen en esto por dinero. Por eso, al llegar a la escuela, tiene cierta rivalidad con Pablo Bustamante (a quien llama "el trucho"), quien, según ella, es la personificación de su odio. Pero tras conocerlo mejor, se da cuenta de que el comportamiento de Pablo se debe más que nada a la actitud de su padre y comienza a enamorarse de él. Sus mejores amigas son Luna Fernández, Luján Linares y Laura Arregui. Al principio no se llevaba bien con Mia, pero poco a poco se fueron conociendo mejor y, a pesar de sus peleas, se convirtieron en grandes amigas y medio hermanas. Le encanta la música y el baile. Fue novia de Joaquín (quien se dio cuenta de que también salía con Mia y rompieron), Marcos (fue una invención de Luján), Simón, Diego, Javier y Pablo. Se unirá a la banda Erreway.
- Maurício Speitzer — Temporada 2 - 17 años. Es un niño rico, consentido e insoportable. Guarda dos secretos: sus padres están separados, ya ha reprobado un año por pésimas notas y no sabe cómo consiguió plaza. Hace algo con Sol que casi lo expulsan, así que sus padres deciden sacarlo de la escuela y llevarlo de viaje familiar.
- Mia Colucci - 15 años. Esta chica rica y pija es la más popular de 3.º y 4.º grado y de toda la escuela. Es guapa y vanidosa, y le gusta que todas las chicas de la escuela estén a la moda. Tiene una relación de amor-odio con Manuel, de quien está enamorada y con quien luego sale. Hija de Franco Colucci, Mia sueña con saber cómo era su madre antes de "morir". Su peor enemiga es Sol Rivarola, con quien tiene varias peleas en la segunda temporada. Su padre guarda un gran secreto: su madre, Marina Cáceres, está viva. Mía tuvo relaciones con Joaquín (su exnovio, quien salió con ella y Marizza al mismo tiempo), Guido (su exnovio), Fran (su exnovio para darle celos a Manuel) y Blas (su exnovio). Se unirá a la banda Erreway.
- Nacho (Ignacio) - Un niño de la calle adoptado por Marizza. Será el centro de muchos problemas.
- Nico Provenza - 16 años. Se une a Elite Way gracias a las becas competitivas junto con Manuel y Luna. Oculta su origen judío por miedo a represalias, y al ser un "becalo" (estudiante becado), sufrirá mucho a manos de "La Logia". Nico se enamora de Luna y terminan casándose, incluso en contra de los deseos de su madre. Aunque su padre trabaja para el padre de la futura prometida de Nico y enfrenta problemas de salud, lo apoya en su decisión.
- Pablo Bustamante - 15 años. Es el heredero del político Sergio Bustamante. Su padre lo obliga a seguir una carrera política. Debido a su rebeldía, Sergio quiere sacar a Pablo de Elite Way e ingresarlo en una escuela militar. Mora, su madre, se va de casa con la condición de que Pablo se quede en su escuela actual. Guapo y rico, Pablo es el chico más popular de la escuela y es deseado por todas las chicas de Elite Way. Ama la música, pero teme que su padre descubra su secreto. Siempre pelea con Marizza para llamar la atención de la chica, porque está completamente enamorado de ella. Se unirá a la banda Erreway.
- Pilar Dunoff - 15 años. Es la hija del director. Es una chica rencorosa, vengativa y odiosa. Tiene amigos, pero los trata como si no fueran nada. Le encanta ver a los chicos presumidos del colegio meterse en líos.
- Rocco Fuentes - Temporada 2 - 16 años. Es un alumno nuevo. Es un roquero que se la pasa grabando a los demás alumnos con su cámara en mano. No le gusta ser un chico sensible y tiene dudas sobre su sexualidad, pero termina saliendo con Vico.
- Sol Rivarola - Temporada 2 - 15 años. Es una alumna nueva y rica que quiere ser modelo. Es la peor enemiga de Mia Colucci y forma un grupo con Pilar, Fernanda y Belén, el "Grupo Top", que pronto se disuelve porque ya no se soportan. Solo Fernanda sigue siendo amiga de Sol.
- Tomás Ezcurra - 15 años. Es un chico simpático. Es el mejor amigo de Pablo y siempre está con él. Maltrata mucho a los impopulares. Se involucra con Vico, pero cae rendido a los brazos de Pilar.
- Victoria Paz (Vico) - 16 años. Es la mejor amiga de Mia. A Mia le gusta decir que Vico es su "proyecto más exitoso". Es una estudiante becada y la chica más popular de Elite Way porque se lleva bien con todos los chicos del colegio. Es hija de padres separados y sufre mucho por ello. Su padre es alcohólico y su madre la echó de casa. En la segunda temporada empieza a salir con Rocco. Le preocupa su estatus social. Salió con Pablo, Tomás, Manuel, Joaquín y Guido, y finalmente con Rocco.
- Veronica Farro - 16 años. Es amiga de Sol, se involucra con Pablo y odia a Mia. Él será el eje de las peleas entre Pablo y Mia.

Personajes Adultos
en orden alfabético
- Ayerza - Es una de las profesoras de Elite Way.
- Blas Heredia - El inspector escolar, un hombre misterioso que ha atormentado la vida de Luján desde sus inicios. Incluso tiene un romance con Mia, algo que Franco, naturalmente, desaprueba.
- Franco Colucci - Un reconocido empresario de la moda, es un hombre ocupado que tiene a su mayordomo Peter como su fiel escudero. Tuvo problemas con el resto de su familia en el pasado cuando se involucró con Marina, una cantante de rock. Le oculta fotos e información sobre su madre a Mia. Es elegante, reservado y solitario.
- Gloria - La secretaria de Marcel. Tras la rígida actitud que asume con los estudiantes, se esconden sueños y el deseo de un gran amor, ya que no es feliz estando soltera. En el fondo, le caen muy bien los alumnos de la escuela, al igual que ellos la caen bien a ella.
- Hilda Acosta - Profesora de historia de 3.º/4.º grado. Su apariencia de bruja se corresponde con su autoritarismo. Impone a sus alumnos lo que aprendió en el pasado, sin derecho a expresar sus pensamientos y sentimientos. Al principio de la historia, es una mujer reservada y prejuiciosa.
- María Jesús - Profesora guapa y atractiva de la segunda temporada. Debido a problemas económicos y a que está "ligue" con Andrés, termina viviendo en casa de Franco Colucci. Tras recuperarse económicamente, se muda y empieza a acercarse a Otávio, el profesor de arte de Elite Way.
- Marcel Dunoff - Padre de Pilar y director de la escuela. Tan inmaduro como los alumnos. No se lleva bien con Santiago. Preocupado por mantener su estatus y el de la escuela, ocultará por todos los medios cualquier cosa que pueda dañar la imagen de Elite Way, incluyendo "La Logia". * Mora Bustamante - Esposa de Sergio y madre de Pablo. A diferencia de su padre, Mora es querida por su hijo. Todo lo que hace es pensar en su futuro. Termina teniendo que huir a Europa.
- Sandra Fernández - Tía de Luna. Quiere que su sobrina tenga un futuro más prometedor que el que ella tuvo, ya que Sandra fue prostituta en el pasado. Termina convirtiéndose en una madre más que la madre biológica de Luna. Para estar siempre cerca de Luna, Sandra termina comprando el bar de la escuela.
- Santiago Mansilla - Profesor de ética de la escuela. Es quien siempre resuelve los problemas de todos. Muy adorado por los estudiantes, Santiago es un exalumno becado de Elite Way que regresa para mostrar la verdadera realidad del mundo. Coqueteará con la profesora de baile, Lulu, y con la esposa de Marcel.
- Sergio Bustamante - Político, arrogante y autoritario. Su crianza lo convirtió en un hombre anticuado y machista. Es un político muy ambicioso.
- Sonia Rey - Madre de Marizza. Sonia es una estrella famosa en todo el país. Tuvo a su hija muy joven y, por esta razón, la relación madre-hija nunca prosperó. Antes de ser famosa, tuvo un romance con Dunoff, el director de la escuela. Le oculta un secreto a su hija.

## Producción

### Antecedentes y Creación

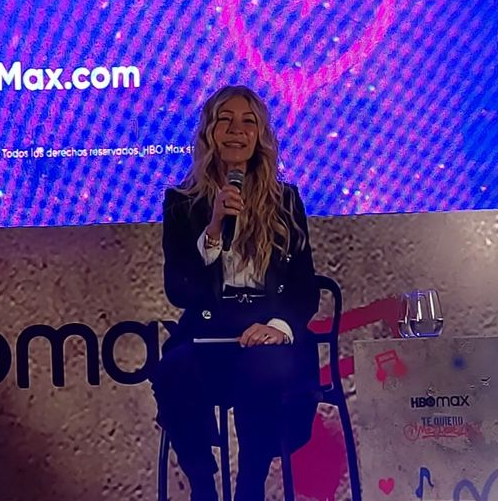
Cris Morena creadora de la telenovela

La telenovela fue creada y producida por Cris Morena, guion escrito por Patricia Maldonado y dirigido por Martín Mariani. Fue la primera ficción de Morena, a través de su empresa Cris Morena Group, desarrolló la serie en coproducción con la compañía israelí Yair Dori Internacional (actualmente Dori Media Group), buscando no solo el éxito local sino también la proyección internacional del formato.
El concepto de "Rebelde Way" surgió como un proyecto integral que combinaba una narrativa televisiva con un fuerte componente musical, buscando conectar con el público adolescente mediante una mirada fresca y moderna. Inspirada en la serie española Compañeros, Cris Morena desarrolló una historia que abordaba temas relevantes para los jóvenes, como la amistad, el amor, los conflictos familiares y las diferencias sociales.  

### Rodaje y localización de grabaciones
El rodaje se llevó a cabo en los estudios de Cris Morena Group y Yair Dori Group, ubicados en la ciudad de Buenos Aires. Las grabaciones comenzaron a inicios del mes de mayo de 2002, con un ritmo intenso para poder emitir episodios diariamente. La producción implementó sets permanentes para el internado Elite Way School, incluyendo aulas, dormitorios, patios, pasillos y oficinas, con un diseño moderno y juvenil. El exterior del internado fue grabado en el Club Belgrano en Buenos Aires. Además, se realizaron grabaciones en locaciones reales de la ciudad para escenas familiares, eventos escolares o salidas de los personajes, con el objetivo de dar mayor realismo a la historia.

### Casting y formación del elenco
El casting se realizó entre fines de 2001 y comienzos de 2002. Muchos de los actores elegidos ya habían trabajado previamente con Cris Morena en Chiquititas, como Camila Bordonaba, Benjamín Rojas, Felipe Colombo y Luisana Lopilato se sumó como rostro nuevo dentro de la productora, y su personaje fue construido específicamente con ella en mente.
El elenco pasó por un entrenamiento intensivo en actuación, canto y baile, ya que la serie tenía un fuerte componente musical que requería presentaciones tanto dentro como fuera de la pantalla.

### Diseño y producción de vestuario
El diseño de vestuario estuvo a cargo del equipo de producción artística de Cris Morena Group, especialmente por Susana Pérez Amigo que se inspiró en la estética de colegios privados europeos, pero le dio un giro más moderno, estético y provocador. Los uniformes fueron confeccionados especialmente para la serie, también parte del merchandising oficial replicaba el uniforme para el público adolescente (camisas, corbatas, mochilas con el escudo del Elite Way School).
El vestuario se renovaba constantemente, especialmente en eventos, salidas o videoclips de Erreway. Los looks de los protagonistas también evolucionaban entre la primera y segunda temporada. 
El uniforme del Elite Way School fue diseñado especialmente para la telenovela y se convirtió en un símbolo visual instantáneamente reconocible para la telenovela. Aunque representaba un colegio privado, su estilo tenía una estética juvenil, moderna y llamativa, pensada para conectar con el público adolescente. 

### Diseño General
La prenda base era una camisa blanca entallada, de manga larga o corta según la temporada. Esta se combinaba con una corbata roja de rayas blancas diagonales, que cada personaje solía llevar de manera distinta: bien anudada, suelta o incluso como accesorio en la cabeza, en el caso de los personajes más rebeldes.
Las chicas usaban una pollera corta tableada de color azul marino, estilo colegial como también utilizaban jeans azul oscuros, que a menudo se combinaba con medias largas rojas con zapatos escolares, aunque algunas usaban zapatillas, dándole un toque más informal. Los varones llevaban pantalones azul oscuros de vestir, aunque en escenas menos formales también se los veía con jeans ajustados.
El conjunto se completaba con una chaqueta de mezclilla azul marino, suéteres color negro y chalecas azul que incluía el escudo bordado del Elite Way School, aunque este no siempre era utilizado en todas las escenas, especialmente cuando los personajes se encontraban fuera del aula. 

### Vestuario fuera del colegio de los personajes
Fuera del entorno escolar, el vestuario de los personajes de Rebelde Way reflejaba con claridad sus personalidades y estilos de vida, siguiendo además las tendencias de moda juvenil de principios de los años 2000. El equipo de producción cuidó cada detalle para que la ropa no solo acompañara visualmente a los personajes, sino que también comunicara quiénes eran, cómo pensaban y cómo se relacionaban con el mundo.
Mía Colucci, interpretada por Luisana Lopilato, vestía con un estilo muy femenino, glamoroso y sofisticado. Solía usar jeans de tiro bajo, tops ajustados, polleras, blusas de colores claros, carteras llamativas y una gran cantidad de accesorios como pulseras, vinchas, collares y lentes de sol. Su look se inspiraba en íconos de la moda adolescente de la época, y transmitía su posición social acomodada, así como su obsesión por la imagen personal.
Por el contrario, Marizza Pía Spirito, encarnada por Camila Bordonaba, llevaba un estilo rebelde, urbano y despreocupado. Su ropa incluía pantalones anchos, jeans rotos, camisetas con estampas, camisas abiertas sobre remeras, cadenas, muñequeras y camperas de cuero y mezclilla. Su estética tenía influencias Hippie, del rock y el punk-pop y la cultura alternativa juvenil, reforzando su carácter contestatario y libre.
Manuel Aguirre, interpretado por Felipe Colombo, vestía con un estilo más casual y urbano, usando remeras con mangas y sin, camperas livianas, jeans ajustados y zapatillas deportivas. Su look era relajado, sin dejar de ser atractivo, reflejando su origen más humilde y su actitud reservada pero decidida.
Pablo Bustamante, en cambio, solía vestir con ropa más deportiva o preppy, acorde a su personaje de joven de clase alta con aspiraciones de popularidad. Usaba buzos de marca, camisas de colores, camisetas ajustadas, jeans clásicos y accesorios simples como relojes o cadenas discretas. 
A lo largo de la serie, estos estilos evolucionaban, acompañando el crecimiento de los personajes. Sin embargo, siempre mantenían una coherencia visual que ayudaba al espectador a identificar a cada uno de forma inmediata.

### Música

#### Producción musical en rebelde way
Desde el inicio del proyecto, Cris Morena tenía claro que la música sería una columna vertebral de Rebelde Way, no solo como acompañamiento en banda sonora, sino como un medio para expandir la historia más allá de la pantalla. Por eso, la producción musical fue desarrollada en paralelo al guion y al casting, dando vida a una banda dentro de la ficción, Erreway, integrada por los mismos actores principales. 
La producción musical estuvo a cargo de Cris Morena como directora creativa, con la colaboración de Carlos Nilson y Willie Lorenzo, quien participó en la composición, arreglos y producción de los temas. Las letras fueron escritas por Cris Morena y Carlos Nilson, quienes se enfocaron en mensajes adolescentes de rebeldía, amor, libertad, amistad, dolor y superación, conectando profundamente con el público juvenil.
Los actores Camila Bordonaba, Luisana Lopilato, Benjamín Rojas y Felipe Colombo fueron seleccionados no solo por sus dotes actorales, sino también por su talento musical y vocal. Todos recibieron entrenamiento vocal, ensayos de coreografía y formación musical para poder interpretar los temas y presentarse en vivo como una banda real, algo poco habitual en las ficciones juveniles de la época como también en las producciones realizadas por Morena.

### Presentación de apertura y cierre
El Tema de apertura de la primera temporada en 2002 fue la canción «Rebelde Way» interpretada por la banda, fue utilizada en las presentaciones y conciertos de la banda. La canción sonaba durante la introducción de cada capítulo, acompañada de una secuencia de créditos con imágenes dinámicas de los protagonistas, escenas escolares, actuaciones musicales y momentos icónicos del Elite Way School.  El tema de cierre de Rebelde Way fue la canción «Resistiré», también interpretada por Erreway.
Durante la segunda temporada emitida en 2003, fue la canción sencillo del álbum Tiempo, también interpretado por Erreway, para el cierre de la segunda temporada se utilizó diferentes canciones como «Para cosas buenas» y «Vas a salvarte».

## Temporadas y episodios
| Temporada | Temporada | Episodios | Episodios | Lanzamiento original | Lanzamiento original    |
| Temporada | Temporada | Episodios | Episodios | Primera emisión      | Última emisión          |
| --------- | --------- | --------- | --------- | -------------------- | ----------------------- |
|           | 1         | 139       | 139       | 27 de mayo de 2002   | 5 de diciembre de 2002  |
|           | 2         | 179       | 179       | 10 de marzo de 2003  | 18 de diciembre de 2003 |

## Clasificación por edades
En 2002 se le otorgó la clasificación SAM13 hasta 2020, posteriormente en 2021 se le modifica y se le otorga ''+18 (Apta solo para adultos)'' debido a las polémicas que se le ha desatado luego de su estreno por la plataforma de streaming Netflix, además del contenido, temas y escenas que se presentaba en la temporada de 2002 y 2003, pero la más polémica fue la temporada de 2003 siendo la más criticada ya que las escenas que más repercusión provocó fue el capítulo 33 en que Pablo (Benjamin Rojas) intenta abusar de Marizza (Camila Bordonaba) y los capítulos 89 y 90 en el que Manuel (Felipe Colombo) intenta violar a Mia (Luisana Lopilato) ya que su enemiga Sol Rivarola (Inés Palombo) encierra en la habitación escuchando detrás de la puerta con morbo junto a Fernanda y a Pilar, también la violencia de género que sufre Vico (Victoria Mourette) a manos de su padre, el ataque a Rocco (Piru Sáez) por ser acusado de Homosexual y su amigo Dani (Damián Padin) que era gay, el rechazo que sufría Felicitas (Angie Balviani) de su madre al enterarse de que estaba embarazada obligándola a abortar y por tener ''Kilos de más'', Marizza al enterarse de que Spirito no era su padre sino Martín, sin embargo durante la emisión de la tira, muchos padres no dejaban a sus hijos ver la serie debido el contenido que presentaba, en la temporada de 2002 se le criticó el tema de la drogadicción que padecía Joaquín incentivando a Vico a comprar drogas y de embarazos prematuros, y del problema de bulimia que tenía Felicitas, además de no ser considerada una serie para jóvenes adolescentes, sino que fue considerada una serie para jóvenes universitarios junto a su calificación de edad. Sin embargo debido a su contenido para adultos en 2006 se estrenó por Prime Video en Alemania siendo censurada y reducido a un total de 25 capítulos aproximadamente.

## Premios y nominaciones
| Premios       | Categoría                | Resultado | Año  |
| ------------- | ------------------------ | --------- | ---- |
| Martín Fierro | Mejor Telenovela         | Nominado  | 2003 |
| INTE          | Programa juvenil del año | Ganador   | 2003 |

## Erreway
Se creó la banda Erreway con los protagonistas de la serie: Camila Bordonaba (Marizza), Luisana Lopilato (Mía), Benjamín Rojas (Pablo) y Felipe Colombo (Manuel). Ellos interpretaron los temas principales de la ficción que se escucharon en el transcurso de los episodios.
La banda tuvo éxito gracias a la buena acogida de la serie en los distintos países donde fue exhibida, consiguiendo giras nacionales como internacionales con entradas agotadas por Argentina, Uruguay, Perú, Bolivia, Ecuador, Paraguay, República Dominicana, Israel, Egipto y España. Convirtiéndose en una de las bandas de música pop más importantes de la música hispana contemporánea. Incluso varios años después de finalizada la serie la banda se volvió a reunir (a excepción de Luisana Lopilato porque estaba filmando otra telenovela y no pudo por los horarios de filmación).  

### Discografía
En total fueron tres los discos realizados por la banda pero igualmente tuvieron la cantidad suficiente de canciones para poder realizar por lo menos unos dos discos más.
Los discos se presentaron con shows en giras por Argentina, Latinoamérica, Asia y España, la mayoría de ellos con entradas agotadas e incluso se llegaron a añadir nuevos shows a última hora por la compra masiva de entradas, como en República Dominicana, Israel, Egipto y España.

### Álbumes
- Señales (2002)
- Tiempo (2003)
- Memoria (2004)
- Erreway en Concierto (2006) – Exclusivo para España
- El disco de Rebelde Way (2006) – Exclusivo para España
- Vuelvo (2021) – Grabado en 2007[27][28]

## Música
Al igual que con muchas series de temas similares, la serie Rebelde Way usó canciones de la cultura pop, indie y contemporáneas de aquellos años para muchos episodios (Aparte de las canciones de Erreway). El primer tema en ser escuchado es 19-2000 (Soulchild Remix) de Gorillaz, en la introducción de Mia Colucci, luego Can't Get You Out Of My Head de Kylie Minogue se usó para la primera escena de baile de Marizza, Overprotected de Britney Spears y de otros artistas o grupos, Sophie Ellis-Bextor, Travis, Coldplay, Westlife, Safri Duo, Avril Lavigne, t.A.T.u., etc. se usaron en varios episodios durante las dos temporadas. 
Rebelde Way también utilizó versiones editadas de algunas bandas sonoras de películas como The Bourne Identity y Las vírgenes suicidas, el tema Highschool Lover es uno de los más usados en las dos temporadas, junto con Extreme Ways de Moby.

## Rebelde Wayen DVD
Planeta Junior, la compañía que gestiona los derechos en España de Rebelde Way, sacó bajo su marca distintos packs con múltiples DVD que contienen los capítulos completos de la primera temporada de la serie.
Por el momento se ha publicado sólo la primera temporada completa de la serie en un total de 35 DVD, pero se está esperando la confirmación de la publicación de la segunda. Estos 35 DVD han sido publicados de diferentes métodos: el primer sistema utilizado fueron los digipacks, un total de 11 completaban la temporada, pero al haber publicado sólo algunos y viendo que tenía éxito la publicación, la compañía se pensó lanzar un pack con la película Erreway: 4 caminos, de Erreway, junto con 11 DVD sueltos de capítulos, una camiseta, un estuche y otros regalos.
También se publicaron semanalmente diferentes DVD que contenían 5 capítulos de la primera temporada de la serie. Estos DVD se podían adquirir en kioscos y papelerías.

## Estreno en Netflix
El 21 de noviembre de 2019 Netflix anunció que Rebelde Way entraría en el catálogo de su plataforma. La serie fue estrenada el 8 de diciembre de 2019 y tuvo más de 60 millones de visitas y entró al "Top 10" como una de las series más vistas en varios países de Latinoamérica, Europa y Asia.

## Recepción
Rebelde Way debutó en la televisión el 27 de mayo de 2002 a través de Azul TV promediando un índice de audiencia de 14,6 puntos, lo que la convirtió en el programa más visto del canal.El 20 de agosto de ese mismo año Azul TV fue renombrado como Canal 9, donde la telenovela permaneció en dicho canal hasta que el 28 de julio de 2003, cuando Cris Morena y Dori Media, dada la crisis económica en Canal 9, trasladaron sus productos al canal América TV,donde el 18 de diciembre de dicho año se emitió el último capítulo con un enorme éxito.En su apogeo el programa era vista a diario en cada semana por más de 3 millones de espectadores, lo que lo convirtió en una de los programas más vistos y populares de argentina.
Aunque la serie fue muy popular entre los adolescentes, fue criticada negativamente por la opinión pública debido a sus temas relativos a la corrupción de los poderosos, la bulimia, los noviazgos violentos, la relación entre padres e hijos y las drogas. A nivel internacional, fue distribuida globalmente a más de 35 países de América Latina, Europa y Asia por canales de aire y cable, logrando un buen éxito en términos de audiencia en la mayoría de los estados donde se emitió,con unas ventas de discos superiores a los dos millones en todo el mundo entre 2002 y 2007,así como diversas giras de conciertos por América Latina, España e Israel, entre otros.La agencia suiza The Wit, ha elaborado un ranking de las 50 series de televisión más importantes divididas por años, y en el año 2003 destaca la telenovela Rebelde Way, que tuvo un verdadero impacto masivo en los espectadores, principalmente por su temática.
La periodista Doreen Carvajal, de The New York Times, analizó el fenómeno de las telenovelas en todo el mundo, empezando por la que nos ocupa. De hecho, afirma que «a pesar de todos los sinsabores, las telenovelas contemporáneas no son sólo la fantasía del prime time, sino también un marketing internacional con la promesa de ingresos por venta de discos, conciertos en directo, publicidad de productos y merchandising que incluye estuches y gomina».
También se criticaron algunos personajes de la serie: como el de Mia, demasiado caprichosa y manipuladora, que se parecía a una joven Cleopatra, y el de Marizza. A pesar de ello, en un artículo del diario Clarín de octubre de 2002 el personaje de Lopilato fue juzgado como uno de los que renovaron la televisión argentina, junto con Celeste Cid, Marcela Kloosterboer y seguido por Camila Bordonaba.

## Emisión
| País                       | Cadena(s) | Fecha | Título                                                   |  |
| -------------------------- | --- | --- | -------------------------------------------------------- |  |
| Argentina (país de origen) | Azul Televisión/Canal 9 (1.ª y 2.ª temporada), América TV (2.ª temporada) Volver (repetición) (1.ª temporada, 2017), Magazine (repetición) (2.ª temporada, 2012), Telefe (repetición) (2013) Netflix (1.ª y 2.ª temporada) Prime Video (Desde 2023) (1.ª y 2.ª temporada) | 2002-2003/2011-presente                                                                                                 |                                                          |  |
| Alemania                   | TeenNick Maxdome (streaming) Prime Video | 2006-2008/Actualidad | Rebelde Way – Leb dein Leben (Rebelde Way: Vive tu vida) |  |
| Albania                    | Shijak TV | 2005-2006 | Rebelët (Rebeldes)                                       |  |
| Armenia                    | Narek TV, Hay TV | |                                                          |  |
| Austria                    | TeenNick ORF1 | 2006-2008 | Rebelde Way – Leb dein Leben (Rebelde Way: Vive tu vida) |  |
| Bolivia                    | Red PAT | 2002-2003 |                                                          |  |
| Bosnia y Herzegovina       | OBN | 2006-2007 |                                                          |  |
| Chile                      | La Red (1.ª temporada) Telecanal (2.ª temporada) | |                                                          |  |
| Colombia                   | Citytv (solo 10 capítulos) ZAZ (1.ª y 2.ª temporada) Telepacífico (solo 1.ª temporada) Netflix (1.ª y 2.ª temporada) Prime Video (Desde 2023) (1.ª y 2.ª temporada) | 2007-2014/2019-presente                                                                                                 |                                                          |  |
| Chipre                     | ANT | 2006-2007 |                                                          |  |
| Costa Rica                 | Repretel Canal 6 | 2003-2004 |                                                          |  |
| Croacia                    | Extra TV | 2008 |                                                          |  |
| Ecuador                    | Gama TV, Canal Uno, Ecuavisa | 2002-2003 |                                                          |  |
| España                     | Fox Kids (posteriormente Jetix) Localia, Cuatro, Netflix | 2004-2008 / 2019(Netflix)                                                                                               |                                                          |  |
| El Salvador                | Canal 12 de El Salvador | 2019 (Netflix ) | 2019 (Netflix )                                          |  |
| Filipinas                  | TV5 | 11 de agosto de 2008-2009                                                                                               | Rebelde                                                  |  |
| Georgia                    | Rustavi 2 | 2007-2008 | მეამბოხე სულები (Almas rebeldes)                         |  |
| Grecia                     | ΕΤ1 | 2005-2007 | Ανυπότακτες Καρδιές (Corazones indomitables)             |  |
| Indonesia                  | Indosiar | |                                                          |  |
| Italia                     | Rai Due, Rai Gulp, Fox Kids y Canale Italia (solo primer ep.) | 2003 (solo primer ep.) 2011-2014 (RAI)                                                                                  |                                                          |  |
| Israel                     | Fox Kids (posteriormente Jetix), Canal Viva, HOT VOD, ערוץ 10 | 2003-2005 | המורדים (Los rebeldes)                                   |  |
| Kazajistán                 | НТК | | Мятежный дух (Espíritu rebelde)                          |  |
| Kosovo                     | KTV | 2005-2006 | Rebelët (Rebeldes)                                       |  |
| Latinoamérica              | ZAZ (1.ª y 2.ª temporada) Pasiones (1.ª y 2.ª temporada) Netflix (1.ª y 2.ª temporada) Prime Video (Desde 2023) (1.ª y 2.ª temporada) | 2008-presente |                                                          |  |
| Lituania                   | LNK y TV1 | 2007-2008 | Maištingas amžius (Edad rebelde)                         |  |
| Macedonia del Norte        | A1 Televisión | 2003-2004 |                                                          |  |
| México                     | ZAZ (1.ª y 2.ª temporada) Netflix (1.ª y 2.ª temporada) Prime Video (Desde 2023) (1.ª y 2.ª temporada) | 2008-2010/2023-presente                                                                                                 |                                                          |  |
| Nicaragua                  | Televicentro (Nicaragua) | |                                                          |  |
| Panamá                     | TVO, Tele 7 | |                                                          |  |
| Paraguay                   | SNT, Red Guaraní Magna TV (Canal 18) | |                                                          |  |
| Perú                       | Frecuencia Latina, Yups | 2002-2014 |                                                          |  |
| República Dominicana       | Tele Antillas | 2003-2005 | Rebelde Way                                              |  |
| Rumania                    | TVR2 | 2003-2004 | Rebelii (Rebeldes)                                       |  |
| Rusia                      | REN TV, (2004-2006) Teen TV (2008-2010), Ю (2015), Суббота! (desde el 21 de septiembre de 2024 hasta la actualidad) | 12 de enero de 2004-26 de mayo de 2006, 2008-2010, 2015, desde el 21 de septiembre de 2024 hasta la actualidad Суббота! | Мятежный дух (Espíritu rebelde)                          |  |
| Serbia                     | B92 | 2007 | Buntovnici (Los rebeldes)                                |  |
| Ucrania                    | Новий Канал | 2004 | Буремний шлях (Camino turbulento)                        |  |
| Uruguay                    | Teledoce | 2002-2003 |                                                          |  |

## Adaptaciones y sus respectivas bandas

### Versiones emitidas
- Rebelde - 2004/2006
- Remix - 2004/2006
- Rebelde Way - 2008/2009
- Corazón Rebelde - 2009/2010
- Rebelde - 2011/2012
- Rebelde  - 2025/2026

### Reinicio de la adaptación mexicana
- Rebelde (Netflix) - 2022

### Versiones no emitidas o canceladas
- Rebelde Way (cancelado) - 2003

### Bandas
- Erreway - 2002/2004 - 2006/2007 - 2024 (Presentan su Tour Mundial 'Erreway Juntos Otra Vez' para 2025)
- RBD - 2004/2008- 2020
- Remix Gang - 2005/2007
- RBL - 2008/2009
- CRZ - 2009/2010
- Rebeldes - 2011/2013
- REBELDE - 2022

| Personaje original  | Argentina        | México                | India           | Portugal        | Chile              | Brasil         |
| ------------------- | ---------------- | --------------------- | --------------- | --------------- | ------------------ | -------------- |
| Marizza Pía Spirito | Camila Bordonaba | Dulce María           | Priya Wal       | Joana Alvarenga | D-Niss             | Lua Blanco     |
| Pablo Bustamante    | Benjamín Rojas   | Christopher Uckermann | Raj Singh Arora | Tiago Barroso   | Augusto Schuster   | Arthur Aguiar  |
| Manuel Aguirre      | Felipe Colombo   | Alfonso Herrera       | Karan Wahi      | Nelson Antunes  | Ignacio Garmendia  | Micael Borges  |
| Mía Colucci         | Luisana Lopilato | Anahí Puente          | Shweta Gulati   | Joana Anes      | Luciana Echeverría | Sophia Abrahão |